# 1593 en philosophie
Chronologie de la philosophie
- 1589
- 1590
- 1591
- 1592
- 1593
- 1594
- 1595
- 1596
- 1597

L’année 1593 a été marquée, en philosophie, par les événements suivants :

## Publications
- Giambattista della Porta, De refractione optices, Naples, 1593

- Antonio Persio : Del bever caldo, costumato da gli antichi Romani.

- Francisco Suárez : De sacramentis (1593-1603).